# Théodore de Nicolaÿ
Pour les autres membres de la famille, voir Famille de Nicolaÿ.
Aymard-Charles-Marie-Théodore, marquis de Nicolaÿ (31 juillet 1782, Paris - 7 juin 1871, Genève) est un homme politique français.

## Biographie
Il est le plus jeune des fils d'Aimar-Charles-Marie de Nicolaï, premier président de la Chambre des comptes de Paris, guillotiné en 1794, et de son épouse, Philippine Potier de Novion.  
Il ne prend aucune part aux affaires publiques sous l'Empire. En mars 1815, il rejoint le duc d'Angoulême et fait la campagne du Midi. 
Nommé Pair de France, le 17 août 1815, il s'abstient au procès du maréchal Ney.
Il est fait marquis-pair-héréditaire par une ordonnance du Roi Louis XVIII, le 31 août 1817.
Il était un propriétaire influent à Berny-Rivière. 
Il fut, de 1816 à 1820, membre du conseil de surveillance de l'École polytechnique, 
Partisan des Jésuites, auxquels il confiait à l'étranger l'éducation de ses fils, devint un des chefs zélateurs de l'association pour la défense de la religion catholique.
Ayant refusé de prêter serment au gouvernement de juillet, il cesse en août 1830 de siéger à la Chambre des pairs et part habiter en Suisse.
Il hérite de sa mère le château de Courances qu'il conserve jusqu'à sa mort, sans plus l'habiter après 1830. Ses enfants le vendent en 1872 au baron de Haber.
À partir du milieu du XIXe siècle, il s'occupe, avec ses filles, de rendre à l'église catholique certains lieux saints en Palestine, à Béthanie, Cana, Emmaus.

### Mariage et descendance
Il épouse à Paris le 17 avril 1809 Adèle Charlotte Augustine de Lévis (Paris, 11 décembre 1788 - Genève, 21 août 1848), fille de Pierre-Marc-Gaston de Lévis, duc de Lévis, pair de France, et de Pauline Charpentier d'Ennery. En 1834, elle est nommée préceptrice de Mademoiselle d'Artois, petite-fille du Roi Charles X. Son frère, le duc de Lévis, était à la même époque un proche conseiller du frère de la princesse, le comte de Chambord. Elle reste préceptrice jusqu'au mariage de la princesse avec le duc de Parme, en 1845. Elle rejoint alors son époux à Genève, où elle meurt trois ans plus tard. 
Dont dix enfants :
- Aymardine Marie Gabrielle de Nicolaÿ, religieuse du Sacré-Cœur (Paris, 5 février 1810 - morte après 1868) ;
- Aymardine Marie Pauline de Nicolaÿ[4], religieuse du Sacré-Cœur puis tertiaire franciscaine, constructrice de l'église Saint-Cléophas, porteuse de stigmates, morte en odeur de sainteté (Paris, 16 février 1811 - Jérusalem, 9 juin 1868)[5] ;
- Aymard Marie Charles Gaston de Nicolaÿ (Paris, 6 juillet 1812 - Pegli, Italie, 11 mars 1895), sans alliance ;
- Aymard Marie Louis Victor de Nicolaÿ (31 mai 1814 - 13 décembre 1822) ;
- Aymard Marie Gabriel Raymond de Nicolaÿ (Paris, 13 juin 1818 -  château de La Chasse, Iffendic, 16 juin 1893), marié en 1849 avec Marie de Noailles (18 novembre 1818 - 1er janvier 1855), puis en 1859 avec Marie d'Andigné (18 mai 1836 - 2 octobre 1928). Dont postérité ;
- Aymardine Marie de Nicolaÿ, religieuse (Paris, 1er mai 1820 - couvent Notre-Dame de Fidélité, 14 avril 1901) ;
- Aymardine Marie Thérèse de Nicolaÿ (Paris, 29 juillet 1823 - château de Courances, 24 juin 1824) ;
- Aymardine Marie Jeanne de Nicolaÿ (Paris, 14 mars 1825 - Genève, 26 août 1907), sans alliance ;
- Aymard Marie Louis Charles de Nicolaÿ, officier d'état-major et aide de camp du duc de Parme, commandeur de l'ordre de Pie IX (Paris, 29 janvier 1828 - Verton, 4 mai 1906), marié en 1858 avec la comtesse Amélie Marie Ghislaine de Beauffort (Bruxelles, 4 juillet 1833 - château de Loupoigne, Genappe, Belgique, 13 septembre 1897), dont postérité ;
- Aymard Marie Barthelemy Joseph de Nicolaÿ, officier au service du roi Ferdinand II des Deux-siciles de 1851 à 1855 (10 juillet 1832 - vivant en 1913) sans alliance[6].

### Distinction
- Chevalier de la Légion d'honneur

### Sources
- « Nicolaÿ (Aymard-Charles-Marie-Théodore, marquis de) », dans Adolphe Robert et Gaston Cougny, Dictionnaire des parlementaires français, Edgar Bourloton, 1889-1891 [détail de l’édition]